# Machtolf von Gültstein
Machtolf von Gültstein (um 1343) war ein Ortsadeliger und Ritter in Gültstein.

## Leben und Wirken
Er war ein Sohn von Swigger von Gültstein und vermutlich ein Verwandter von Gottfried dem Roller von Gültstein. Er führte im Wappen einen Fuchs. Nach der Familie der Machtolfe sind der Machtolfshof und das Machtolfsholz benannt. Einen Wald oberhalb der Münchhalde und acht Hofstätten nebst Zugehör veräußerte Machtolf von Gültstein für 120 Pfund Heller am 14. Februar 1343 an Pfalzgraf Rudolf den Scheerer.
Er war verheiratet mit Zeitze (Cäcilie) von Frauenberg. Diese erlaubte am 29. September 1343 ihrem Mann die Güter und Rechte zu Gültstein, auf denen sie 40 Mark Morgengabe hatte, an Pfalzgraf Rudolf den Scheerer zu verkaufen.

### Mohrenhof in Feuerbach

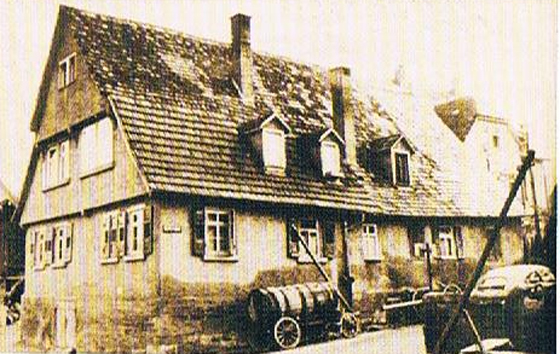
Mohrenhof in Feuerbach

Machtolf von Gültstein bekam durch seine Heirat mit Zeitze von Frauenberg den Mohrenhof in Feuerbach an der heutigen Walter-, Mühl- und Feuerbacher Talstraße sowie den damaligen Kirchhof, wozu ein stattlicher Umfang an Äckern, Wiesen und Wald gehörte. Wegen der Größe dieses Hofes benötigte er einen Hofmaier zur Bewirtschaftung, für den ein Hofgebäude an der Stelle des heutigen Mohrenhofs 1 erbaut wurde.
Er verkaufte 1391 seinen gesamten Feuerbacher Besitz an den Grafen Eberhard II. von Württemberg (* 1315; † 1392), der zur Verwaltung des ehemaligen Gültsteiner Hofes weiterhin einen Hofmaier einsetzte. Dieser musste Fruchtgülten sowohl an die Stuttgarter Landesherren als auch an das Kloster Bebenhausen abgeben und außerdem Frondienste leisten.